# Grayson Hall
Grayson Hall (* 18. September 1922 in Philadelphia, Pennsylvania; † 7. August 1985 in New York, New York; eigentlich Shirley Grossman), auch unter dem Namen Shirley Grayson bekannt, war eine US-amerikanische Theater- und Filmschauspielerin. Obwohl sie in den 1950er Jahren bei Lee Strasberg das Method Acting studierte, entwickelte sie später eine starke Abneigung gegen naturalistische Darstellungen. Sie trat bevorzugt in avantgardistischen und komödiantischen Rollen in Erscheinung, häufig in Stücken von Saul Bellow, Jean Genet, John Guare oder Pirandello. Für John Hustons Spielfilm Die Nacht des Leguan (1964) erhielt sie eine Oscar-Nominierung. Einem breiten amerikanischen Fernsehpublikum wurde sie außerdem durch ihre Mitwirkung in der Serie Dark Shadows (1967–1971) bekannt.

## Leben

### Kindheit und Ausbildung
Grayson Hall wurde 1922 als Shirley H. Grossman (anderen Angaben zufolge 1923 oder 1925) in Philadelphia geboren. Sie war das einzige Kind jüdischer Eltern. Ihre Mutter Eleanor (Geburtsname Witkins) wurde 1902 in Südafrika geboren und hatte als Schauspielerin in New York mit der bekannten jüdischen Theaterfamilie Adler zusammengearbeitet. Die russisch-lettische Familie ihres Vaters, Joseph Grossman, emigrierte kurz nach dessen Geburt im Mai 1896 von Lettland aus in die Vereinigten Staaten. Ihr Vater ging wechselnden Berufen nach, unter anderem als Detektiv und Buchmacher und führte später mit seinen Brüdern ein Autoreparaturgeschäft. Shirley Grossman wuchs als Einzelkind im Philadelphiaer Stadtteil Wynnewood auf. Die Ehe der Eltern, die jung geheiratet hatten, verlief unglücklich und es kam zur Trennung, als Grossman neun Jahre alt war. Sie lebte daraufhin bei ihrer Mutter, mit der sie häufig umzog und bei Verwandten unterkam. Zeitlebens sollte das Verhältnis zum Vater gespannt bleiben.
Das fantasievolle Kind, das isoliert aufwuchs und schon früh Schauspielambitionen hegte, besuchte verschiedene Grundschulen. Von 1937 bis 1941 war Grossman Schülerin der Simon Gratz High School, die unter anderem ein Theater-Programm anbot. Später wechselte sie auf die Temple University, wo sie sich für die Fächer Englisch, Französisch und Europäische Geschichte einschreiben sollte. Obwohl sie gute Noten erhielt, blieb sie als 15-Jährige oft dem Unterricht fern, um sich laut eigenen Angaben ersten Vorsprechen in New York widmen zu können. Zu jener Zeit war sie auf ein Stützkorsett angewiesen, dass ihre schlechte Haltung begradigte. An der Temple University schloss sich Grossman laut eigenen Angaben den Templayers, der dortigen Theatergruppe an.

### Erste Bühnenengagements in New York
Nach ihrem High-School-Abschluss im Jahr 1941, trat Grossman den in ihrer Heimatstadt befindlichen Neighborhood Players bei, denen später so bekannte Künstler wie Arthur Penn oder David Goodis angehörten. Im Juni desselben Jahres übernahm sie eine Statistenrolle in einer Inszenierung der Theaterkomödie Man on Volcano. Im Spätsommer 1941 schrieb sich Grossman an der New Yorker Cornell University für die Fächer Poesie des 19. Jahrhunderts, viktorianische Dichtung, Soziologie und Schauspiel ein. Nach nur einem Sommersemester wechselte sie zurück auf die Temple University, wo sie bis 1942 studierte. Im Sommer 1942 nahm sie als Schauspielschülerin unter dem Künstlernamen Shirley Grayson am Sommertheater auf Long Island teil. Sie wirkte in verschiedenen Inszenierungen am Sayville Playhouse mit, wo zu dieser Zeit auch Marlon Brando oder James Dean arbeiteten. Ihren ersten schriftlich belegten Bühnenauftritt in New York absolvierte sie mit dem Part der Cleo in einer Inszenierung von Kenyon Nicholsons The Barker am 24. Juli 1942. Sowohl mit der Rolle der verbrauchten Lebedame als auch mit drei weiteren Sommertheaterstücken war ihr erstes Lob seitens der Kritiker beschieden.
Nach der Arbeit am Sayville Playhouse folgten für Shirley Grayson bis 1952 zwei Engagements beim Radio (1945 und 1949) und sie erschien in Inszenierungen des Hedgerow Theatre in der Nähe von Philadelphia. In dieser Zeit konnte sie sich den Drang ihrer Mutter widersetzen, die die Tochter, um ihre eigene finanzielle Sicherheit besorgt, mit einem reichen jüdischen Ehemann verkuppeln wollte. Von 1946 bis 1949 folgte die Ehe mit ihrem ehemaligen Schauspielkollegen Ted Brooks (bürgerlicher Name Bradbart), mit dem sie eine Zeit lang in Los Angeles lebte und den Autoren David Goodis zu ihren gemeinsamen Freunden zählte. In Kalifornien, über das sie sich in späteren Jahren mit Widerwillen äußern sollte, begann sie unter Asthma zu leiden. Dies sollte gemeinsam mit ihrem Zigarettenkonsum zeitlebens zu anhaltenden Atemproblemen führen. Grayson gelang es in Kalifornien nicht, an Spielfilmrollen zu gelangen, obwohl sie laut eigenen Angaben für die Hauptrolle der Schwester Parker an der Seite Ronald Reagans in Vincent Shermans Kriegsfilm Gezählte Stunden in Betracht gezogen worden sein soll. Diese ging aber an die junge Patricia Neal.
Später zog Grayson nach New York, wo sie sich eine Wohnung mit einer Berufskollegin teilte. Sie besuchte weiterhin Vorsprechen und heiratete im Jahr 1952 den früheren Schauspieler Sam Hall, der Drehbücher für Fernsehserien schrieb. Gemeinsam richteten beide Dinnerparties für befreundete Schauspieler und Autoren aus, darunter Jay Presson Allen und Gaby Rodgers. Die Kontakte ihres Ehemanns, eines ehemaligen Absolventen der Yale University, und die bei den Essen geschlossenen Freundschaften, sollten ihr für spätere Aufträge nützlich sein. Laut Auskunft Sam Halls begann sich Grayson in dieser Zeit, in der das Method Acting einen großen Stellenwert einnahm, ernsthaft um ihre Schauspielausbildung zu bemühen. Obwohl sie die Methode später ablehnen sollte und ihr Auftreten von Berufskollegen eher mit Tallulah Bankhead oder Gertrude Lawrence verglichen wurde, lernte sie in den nächsten Jahren bei Lee Strasberg, Robert Lewis und der Laughton’s Shakespeare Group. Ebenso nahm sie Stimmunterricht bei David Craig, dem Ehemann der Schauspielerin Nancy Walker. 1953 feierte Grayson ihr off-Broadway-Debüt mit der Rolle der Ann Whitefield in einer Inszenierung von George Bernard Shaws Man and Superman des Equity Library Theatre. Die Theatergruppe war von Sam Jaffe und George Freedly gegründet worden, um junge und unbekannte Schauspieler in der New Yorker Theaterwelt mit Managern und Agenten bekannt zu machen. Um sich auf ihre Rolle vorzubereiten, hatte Grayson Unterricht bei Constance Collier genommen. Mit der britischen Schauspielerin blieb Grayson eng befreundet, welche auch einen starken Einfluss auf ihre spätere Karriere ausüben sollte.
1955 folgte die Rolle einer provokativen Aktrice in José Quinteros hochgelobter Inszenierung von Arthur Schnitzlers La Ronde, wofür Grayson sehr gute Kritiken erhielt. Das Stück mit Katharine Ross und Susan Oliver brachte es von Juni bis November 1955 auf über 130 Aufführungen. Grayson verfügte mittlerweile über einen eigenen Agenten, der ihr Rollen in zwei Fernsehspielen verschaffte. An diesen Erfolg konnte sie ein Jahr später mit Tyrone Guthries Revival Six Characters in Search of an Author nach Luigi Pirandello anknüpfen, in der sie eine kleine Rolle hatte und ihr Broadway-Debüt gab. Der britische Regisseur hegte ebenso wie später Grayson eine Abneigung gegen naturalistische Darstellungen.
1958 zogen Grayson und Hall in ein großes Appartement in die New Yorker Innenstadt, das sie mit teuren Antiquitäten ausstatteten und in dem sie die nächsten dreißig Jahre verbringen sollten. Nach der Schwangerschaft und der Geburt des gemeinsamen Sohnes erschien sie im Jahr 1959 in einer Folge der Fernsehserie United States Steel Hour. Zur selben Zeit änderte sie ihren Namen von Shirley Grayson in Grayson Hall. Ihr Ehemann hatte die Angewohnheit die Schauspielerin mit ihrem Künstlernamen Grayson anzureden. Aufgrund eines Missverständnisses erhielt sie daraufhin bei der Vertragsvorbereitung für ein Engagement versehentlich den Namen Grayson Hall, den sie ab Anfang der 1960er Jahre gebrauchen sollte. Die Namensänderung soll am 5. Februar 1960 offiziell geworden sein, als eine erneute Zusammenarbeit mit José Quintero an dem Jean-Genet-Stück The Balcony folgte, in dem sie 18 Monate off-Broadway die Irma gab. Im Sommer 1961 erhielt Grayson Hall fabelhafte Kritiken in Philadelphia für ihren Auftritt in dem Ein-Personen-Stück The Human Voice nach Jean Cocteau am Hedgerow Theatre.

### Erste Filmangebote und Oscar-Nominierung
Parallel zu ihrer Arbeit am Theater war die noch unsichere Schauspielerin („Ich glaube, ich muss arbeiten und weiterarbeiten, um herauszufinden wer ich bin, damit ich mich mit einem Publikum verständigen kann. Dies ist die erste Pflicht des Künstlers …“, 1960) in mehreren Fernsehspielen zu sehen, ehe sie 1961 ihr Kinodebüt mit einer kleinen Rolle als Café-Besitzerin in Everett Chambers Drama Run Across the River feierte, damals noch unter dem Namen Shirley Grayson. Chambers hatte als Casting-Regisseur am Philco Playhouse gearbeitet, wo Halls Ehemann angestellt war. Ein Jahr später folgte eine größere Rolle als weltgewandte, lesbische Nachtclubbesitzerin in Jerald Intrators Satan in High Heels (1962). Die Mitwirkung an dem Exploitationfilm, in dem Meg Myles in der Hauptrolle einer Stripperin zu sehen war, sollte Grayson jedoch in späteren Jahren bestreiten. Eine weitere New Yorker Filmproduktion, The Parisienne and the Prudes (1964) von Robert J. Gurney Jr., blieb ein Kinostart in den USA verwehrt.
Den Durchbruch als Filmschauspielerin ebnete Hall 1964 die Mitwirkung in John Hustons Die Nacht des Leguan. Die Verfilmung des erfolgreichen Broadwaystücks von Tennessee Williams handelt von einer Gruppe gestrandeter Charaktere (gespielt von unter anderem Richard Burton, Ava Gardner und Deborah Kerr) in Mexiko und weicht teilweise drastisch von der literarischen Vorlage ab. Hall schlüpfte in die Rolle einer altjüngferlichen, latent-homosexuellen Lehrerin, die versucht, die ihr anvertraute Nichte (gespielt von Sue Lyon) vor Männeravancen vehement zu beschützen. An der Rolle waren unter anderem Frances Sternhagen, Marian Winters, Nancy Marchand, Rosemary Murphy und Lee Grant interessiert gewesen. John Huston hatte Hall Qualitäten „einer jungen Hepburn“ attestiert und ihr daraufhin den Part nach Vorsprechen in New York angeboten.
Der Film entwickelte sich zum Erfolg an den US-amerikanischen Kinokassen, nachdem bereits die Dreharbeiten, bei denen Richard Burtons spätere Ehefrau Elizabeth Taylor anwesend war, eine Heerschar von Reportern aus aller Welt in den damals noch unbekannten mexikanischen Drehort Puerto Vallarta angezogen hatte. Kritiker lobten vor allem das Darstellerensemble um Burton, Gardner, Lyon und Kerr, aber auch Halls Interpretation der Judith Fellowes, deren Rolle im Vergleich zum Theaterstück stärker ausgebaut worden war. Bosley Crowther (The New York Times) pries Halls Schauspielleistung als „unglaublich ungestüm“, während die Los Angeles Times ihre Nebenrolle gemeinsam mit denen von Edith Evans (Das Haus im Kreidegarten), Agnes Moorehead (Wiegenlied für eine Leiche), Dolores del Río (Cheyenne) und Louise Latham (Marnie) zu den besten des Kinojahres 1964 zählte. 1965 wurde Hall für den Oscar und den Golden Globe Award jeweils als Beste Nebendarstellerin nominiert, hatte aber gegenüber Lilja Kedrowa (Alexis Sorbas) beziehungsweise Agnes Moorehead das Nachsehen.
Hall, die sich für ihre Berufskollegin Kim Stanley begeisterte, konnte im Laufe ihrer Filmkarriere nicht mehr an den Erfolg von Die Nacht des Leguan anknüpfen. Trotz der Oscar-Nominierung wurden ihr nicht mehr Filmrollen angeboten als zuvor. Ebenfalls weigerte sich die selbstkritische Künstlerin von New York nach Los Angeles zu ziehen. 1965 erschien sie als entführte Bankangestellte in dem Disney-Film Alles für die Katz. Ein Jahr später reiste sie nach Paris, wo sie eine Rolle in William Kleins Modesatire Wer sind Sie, Polly Maggoo? (1966) übernahm. Einem breiten Publikum blieb Hall durch Auftritte in über 400 Folgen der populären und noch heute kultisch verehrten amerikanischen Fernsehserie Dark Shadows in Erinnerung, die von 1967 bis 1971 vom Fernsehsender ABC ausgestrahlt wurde und der zwei Filmadaptionen (Schloß der Vampire, 1970; Das Schloß der verlorenen Seelen, 1971) folgten. Die Serie legte in späteren Folgen den Fokus auf einen 175 Jahre alten Vampir (gespielt von Jonathan Frid), der in einem kleinen Fischerdorf an der US-Ostküste zum Leben erwacht. Hall übernahm in der Serie verschiedene Rollen, darunter die der Dr. Julia Hoffman, die den Vampir zu therapieren versucht.
In den 1970er Jahren erschien Hall häufiger im US-amerikanischen Fernsehen und absolvierte Gastauftritte in Serien wie Kojak – Einsatz in Manhattan (1974) und wiederkehrende Rollen in den Seifenopern All My Children (1973) und Liebe, Lüge, Leidenschaft (1982). Regelmäßig bekleidete sie Off-Broadway-Rollen und erschien auch in einigen wenigen Broadway-Produktionen, darunter als mysteriöse „Lady in Gray (The Fly)“ in dem Musical-Revival Happy End (1977) oder als Serafima neben Derek Jacobi in der Komödie The Suicide (1980). Der Durchbruch als Theaterschauspielerin blieb ihr jedoch zeitlebens verwehrt. „Grayson wäre ein sehr, sehr großer Star gewesen, aber [sie] fand nicht die Rolle in New York, die sie dorthin katapultiert hätte“, so der amerikanische Bühnenautor John Guare. Hall stand das letzte Mal im Januar 1985 gemeinsam mit unter anderem Geraldine Page in Stephen Porters Inszenierung von Jean Giraudoux’ The Madwoman of Chaillot auf der New Yorker Theaterbühne.
Von 1952 bis zu ihrem Tod blieb Grayson Hall mit dem ein Jahr älteren Drehbuchautor und Produzenten Sam Hall verheiratet. Aus der Beziehung ging ein gemeinsamer Sohn hervor. Grayson Hall lebte zuletzt in einem 1799 erbauten Anwesen in Rhinebeck, nahe New York. Sie verstarb 1985 im Alter von 62 Jahren an einem Lungenkrebsleiden.

## Theaterstücke (Auswahl)
- 1953: Man and Superman
- 1955: La Ronde
- 1955–1956: Six Characters in Search of an Author (Broadway)
- 1960–1961: The Balcony
- 1961: The Buskers
- 1961–1962: Subways Are for Sleeping (Broadway)
- 1963: The Love Nest
- 1964: Shout From the Rooftops
- 1966: Those That Play the Clowns
- 1971: Last Analysis
- 1971: Friends and Relations
- 1971: The Screens
- 1973: Secrets of the Citizens Correction Committee
- 1975: The Sea
- 1975: What Every Woman Knows
- 1975: The Leaf People (Broadway)
- 1976: Jack Gelber’s New Play: Rehearsal
- 1977: Happy End (Broadway)
- 1978: Rib Cage
- 1980: The Suicide (Broadway)
- 1985: The Madwoman of Chaillot

## Filmografie (Auswahl)

### Spielfilme
- 1961: Run Across the River
- 1962: Satan in High Heels
- 1964: Parisienne and the Prudes
- 1964: Die Nacht des Leguan (The Night of the Iguana)
- 1965: Alles für die Katz (That Darn Cat!)
- 1966: Wer sind Sie, Polly Maggoo? (Qui êtes-vous, Polly Maggoo?)
- 1970: Der Weg in den Abgrund (End of the Road)
- 1970: Schloß der Vampire (House of Dark Shadows)
- 1970: Adam at Six A.M.
- 1971: Das Schloß der verlorenen Seelen (Night of Dark Shadows)
- 1972: Gargoyles (TV)
- 1974: Das Diamantenquartett (The Great Ice Rip-Off)

### Fernsehserien
- 1967–1971: Dark Shadows
- 1973: All My Children
- 1982: Liebe, Lüge, Leidenschaft (One Life to Live)

## Auszeichnungen
- 1965: Golden-Globe-Nominierung für Die Nacht des Leguan (Beste Nebendarstellerin)
- 1965: Oscar-Nominierung für Die Nacht des Leguan (Beste Nebendarstellerin)